# Município de Endy (condado de Stanly, Carolina do Norte)
O município de Endy (em inglês: Endy Township) é um localização localizado no  condado de Stanly no estado estadounidense da Carolina do Norte. No ano 2010 tinha uma população de 1.944 habitantes.

## Geografia
O município de Endy encontra-se localizado nas coordenadas 35° 16′ 57,52″ N, 80° 16′ 09,22″ O.